# Journal of Virology
Le Journal of Virology est une revue spécialisée dans le domaine de la recherche en virologie fondée en 1967. Elle publie les recherches fondamentales de la biochimie, la biologie cellulaire, la biologie moléculaire, la génétique, l'immunologie. Elle est éditée par la Société américaine de microbiologie.
En 2012, le facteur d'impact était de 5,076.